# Eusko Trenbideak S.A.
La Société Publique Eusko Trenbideak-Ferrocarriles Vascos (Sociedad Pública Eusko Trenbideak-Ferrocarriles Vascos), S.A. est une société publique du Gouvernement basque créée en 1982, qui exploite plusieurs lignes de trains, tramways et autobus dans le territoire du Pays basque (Espagne), en vertu des compétences rassemblées dans son Statut d'Autonomie (1979).
Suivant le type de transport effectué, il exploite les différentes lignes sous trois marques commerciales : EuskoTren pour les services de trains de voyageurs et autobus de ligne, EuskoTran pour les services de tramway et d'EuskoKargo pour les services de marchandises par chemin de fer.

Plan du réseau d'Eusko Trenbideak.

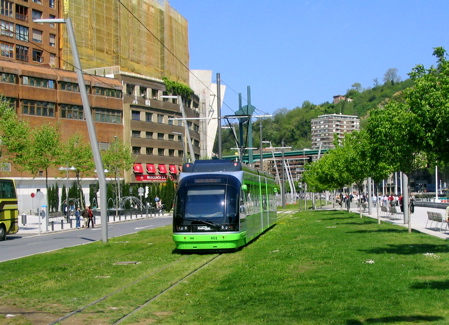
Une unité d'EuskoTran circulant dans le quartier d'Uribitarte (Bilbao).

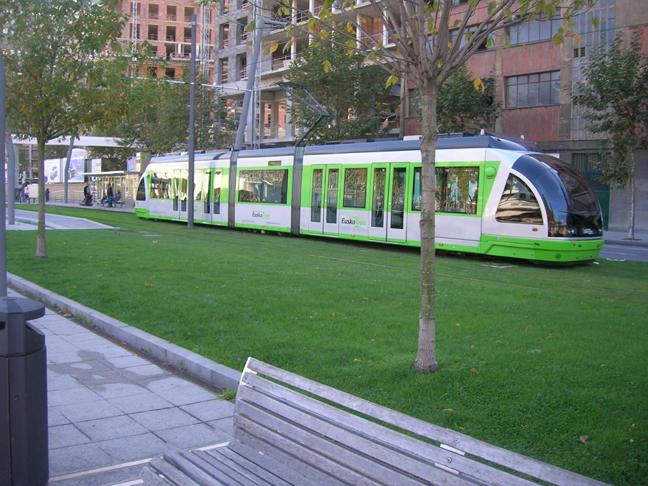
Unité d'EuskoTran à Bilbao dans la station d'Uribitarte.

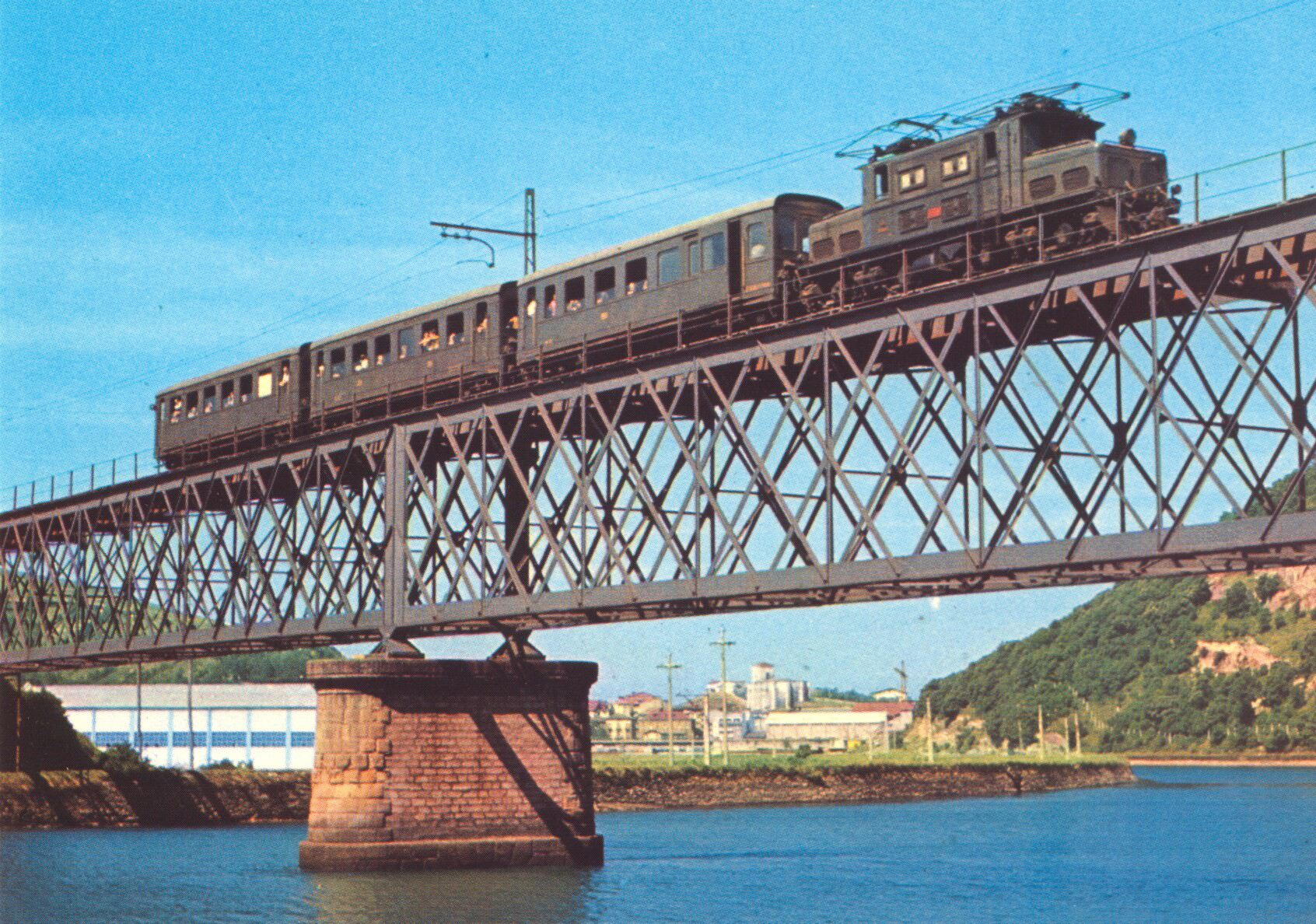
Train d'EuskoTran.

Depuis 2006, EuskoTren est la marque opératrice de l'administration ferroviaire du réseau d'infrastructures des chemins de fer basques, une entité publique de droit privé Red Ferroviaria Vasca-Euskal Trenbide Sarea), selon la loi du Parlement basque 6/2004, du 21 mai 2006. C'est la même situation que celle de Renfe Operadora en ce qui concerne l'Adif.
Eusko Trenbideak (en basque) - Ferrocarriles Vascos (en espagnol) s'est fortement développé dans les années 90, particulièrement à l'époque du directeur général Oscar Gómez Barbero et la mise en œuvre du Plan de Rénovation Ferroviaire (Plan de Actuación Ferroviaria) de 1994-1999. Cette décennie a été témoin de l'important nombre d'attentats et attaques de gares et de matériel de l'entreprise par le phénomène "kale borroka" et d'autres organisations liées à ETA. Bien que ces attaques n'aient pas cessé, elles sont devenues plus rares durant les dernières années.

## Lignes ferroviaires gérées par EuskoTren et EuskoTran
|  | Atxuri (Bilbao) - Ermua         | EuskoTren, Durangaldea                                  |
|  | Ermua - Amara (Donostia)        | EuskoTren, Kostaldea                                    |
|  | Ermua - Eibar-Azitain           | EuskoTren, Tramway                                      |
|  | Lasarte Oria - Hendaia          | EuskoTren, Topo                                         |
|  | Atxuri (Bilbao) - Bermeo        | EuskoTren, Urdaibai                                     |
|  | Deustu (Bilbao) - Lezama        | EuskoTren, Txorierri                                    |
|  | Escontrilla - La Reineta        | EuskoTren, Funiculaire                                  |
|  | Lasao - Azpeitia                | EuskoTren, Train à vapeur                               |
|  | Atxuri - Basurto                | EuskoTran, Tramway de Bilbao                            |
|  | Abetxuko - Lakua - Lakua-Centro | EuskoTran, Tramway de Vitoria                           |
|  | San Antonio - Aéroport          | EuskoTren, Ligne 3 du Métro de Bilbao (en construction) |

## Lignes d'autobus gérées par EuskoTren
Les lignes d'autobus en Biscaye sont intégrées dans le service de Bizkaibus de la Députation forale de Biscaye, et les lignes d'autobus au Guipuscoa sont intégrées dans le service de Lurraldebus de la Députation forale du Guipuscoa.

## Lignes d'EuskoTren en Bizkaibus
- Comarque de Rive Droite
  - Bilbao - Getxo
  - Bilbao - Getxo (Par les tunnels d'Artxanda)
  - Las Arenas - Berango
  - Las Arenas - Plentzia - Armintza
  - Getxo - Gurutzeta (Par Fadura)
  - Getxo - Gurutzeta (Par Algorta)

- Comarque de Rive Gauche
  - Santurtzi - UPV (Par Autoroute)
  - Sestao - UPV
  - Barakaldo - UPV
  - Muskiz - UPV

## Lignes d'EuskoTren en Lurraldebus
- Comarque de Urola Kosta
  - Zumaia - Hospital de Zumarraga
  - Azkoitia - Tolosa
  - Azkoitia - Zarautz
  - Zumaia - Zarautz - Saint-Sébastien
  - Orio - Aia
  - Deba - Itziar (es)

- Comarque de Debabarrena
  - Mallabia - Ondarroa - Deba (Itziar)
  - Azpeitia - Ermua
  - Soraluze - Hospital de Mendaro
  - Eibar - Elgeta
  - Azitain - Amaña (Udalbus de Eibar)
  - Eibar - Arrate
  - Eibar - Elgoibar Express